# Sieczkarnia samojezdna Orkan Z340
Sieczkarnia samojezdna Orkan Z340 – przedostatnia sieczkarnia samojezdna produkowana w latach 1981–1984 w Poznańskiej Fabryce Maszyn Żniwnych.

## Historia i informacje ogólne

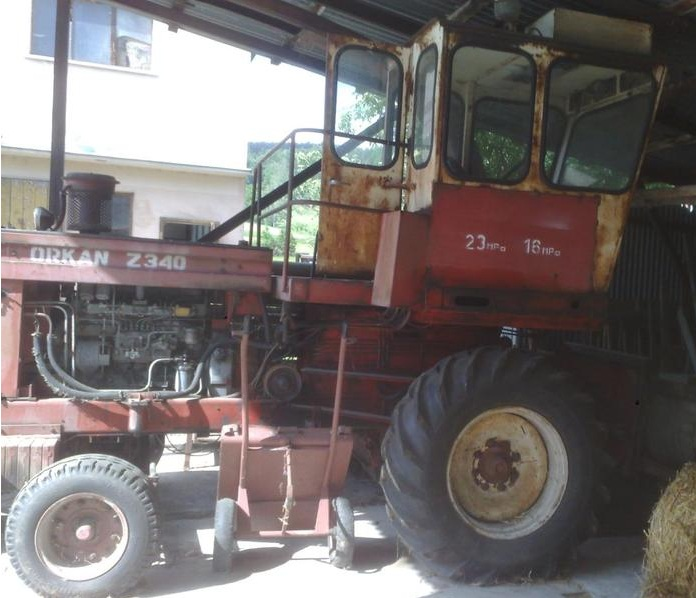
Z prawej strony widniał napis „Orkan Z340”

Jej montaż zapoczątkowano około roku 1981 po tym, jak nie doszło do skutku rozpoczęcie seryjnej produkcji sieczkarni samojezdnej Z330. Sieczkarnia Z340 miała zupełnie nową konstrukcję, a mimo to wiele części wykorzystanych do jej budowy było zunifikowanych z tymi użytymi do produkcji poprzedniczek, a także polskich kombajnów zbożowych Bizon. Sieczkarnie te trafiały głównie do państwowych gospodarstw rolnych i spółdzielni kółek rolniczych. W tym samym czasie produkowano również sieczkarnię samojezdną Z350. Jej konstrukcja była taka sama jak Z340, jednak zastosowanie mocniejszego silnika powodowało, iż osiągała większą wydajność. Produkcję sieczkarni Z340 zawieszono prawdopodobnie w 1984 roku.

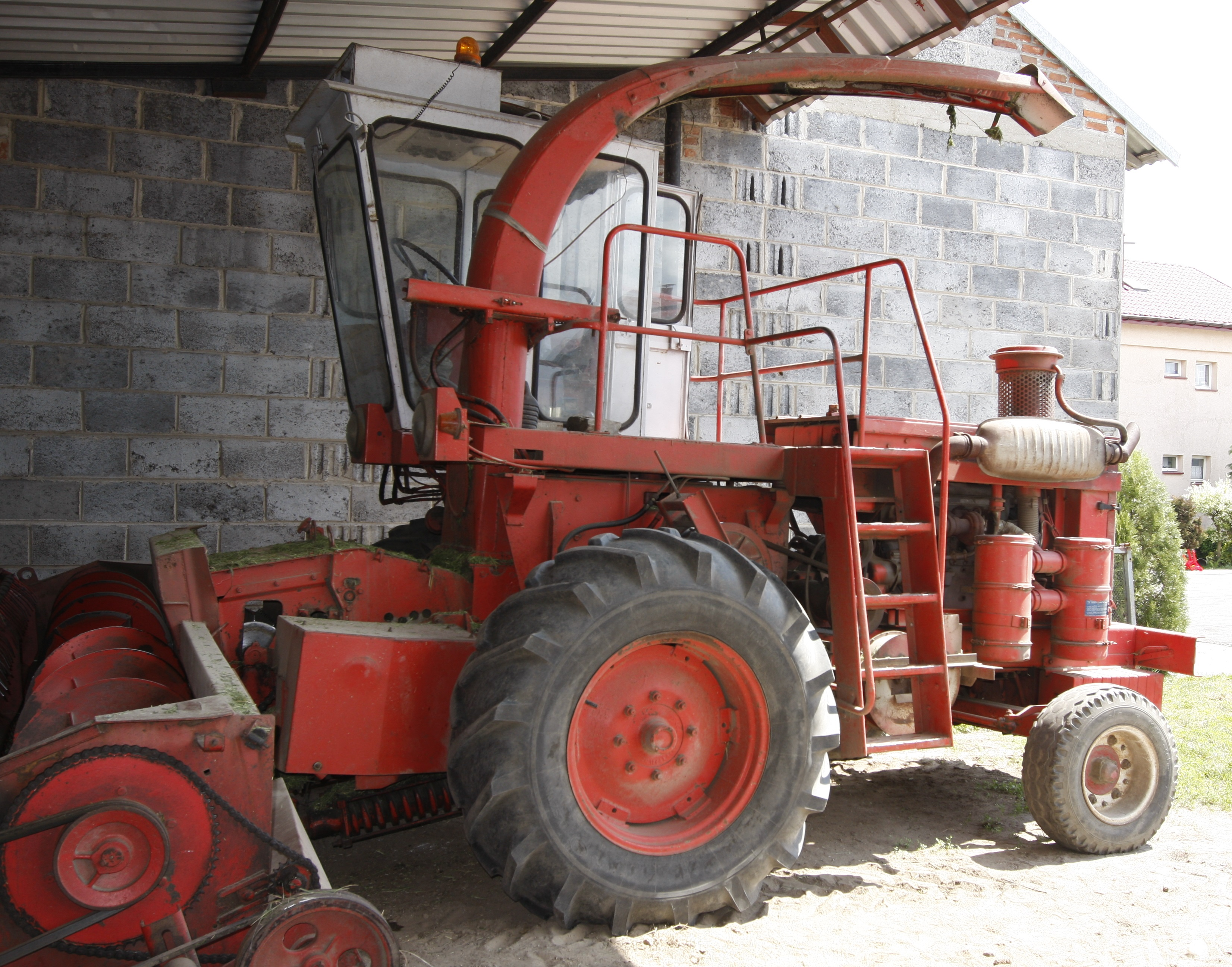
Regulowany hydraulicznie kanał wyrzutowy znajdował się z lewej strony maszyny

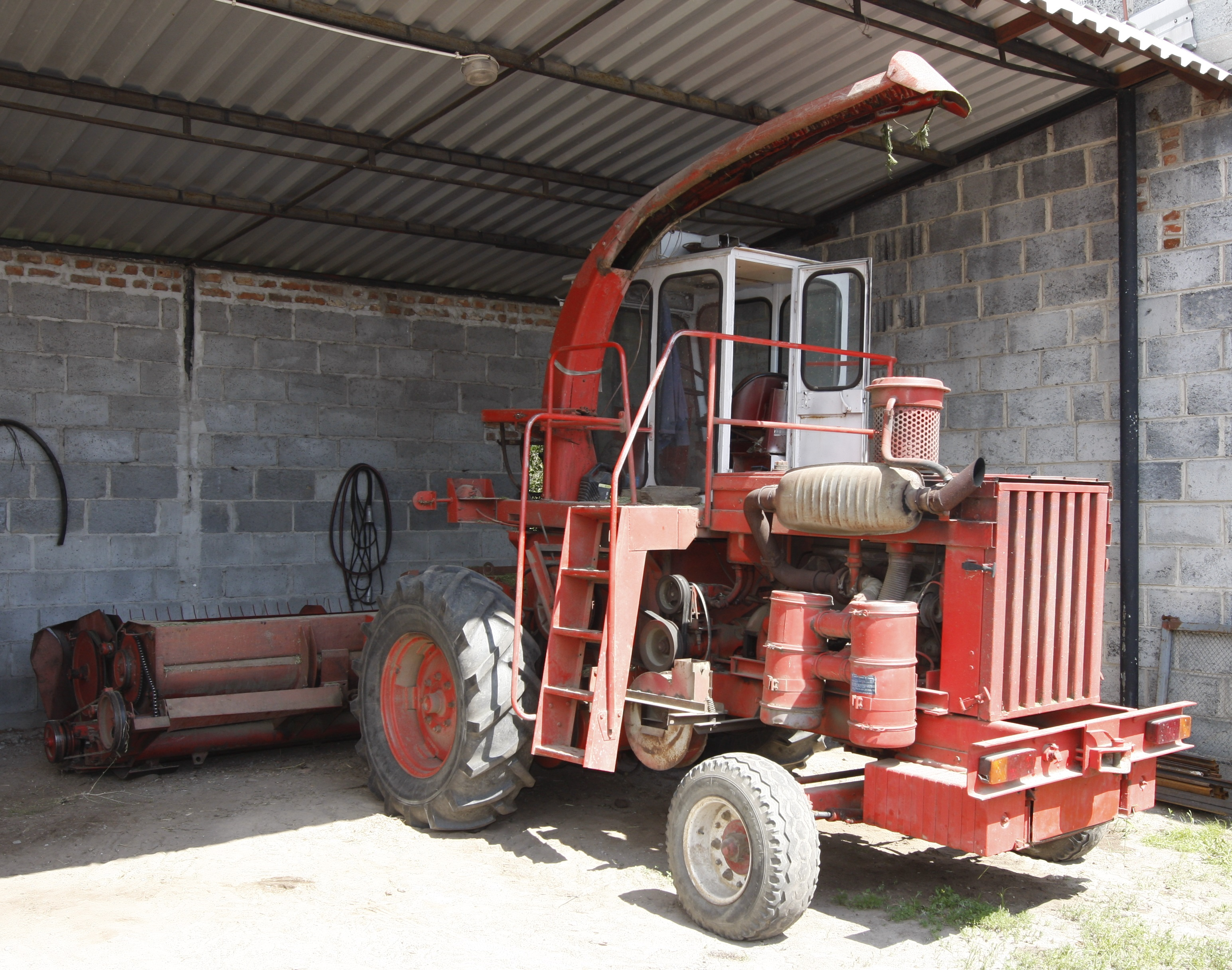
Z tyłu maszyny podstawowej znajdował się automatyczny zaczep, który umożliwiał agregatowanie z przyczepami

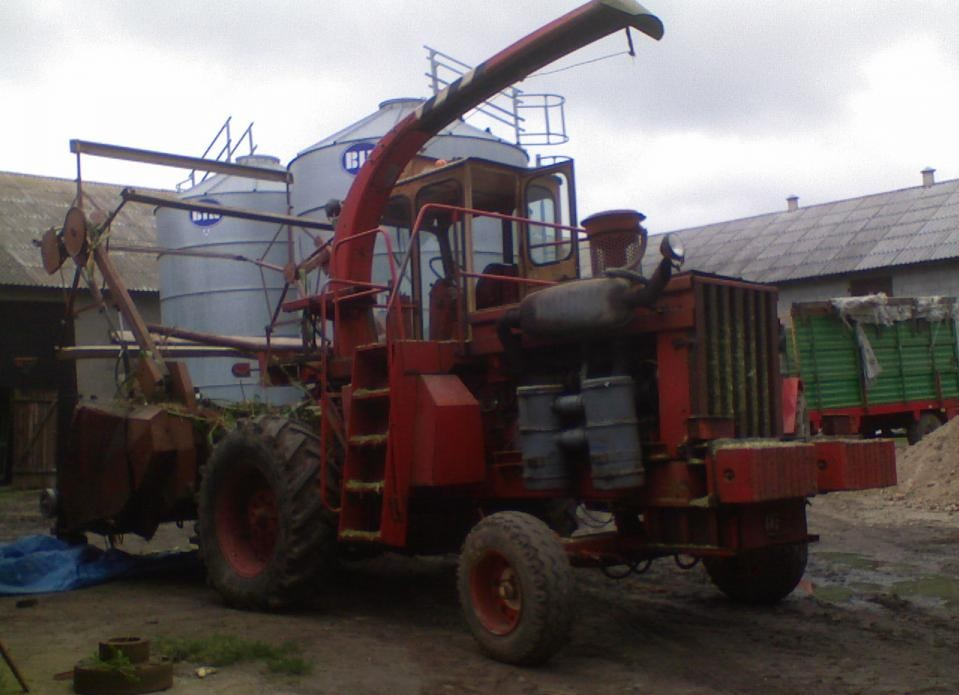
Cechą charakterystyczną w wyglądzie maszyny podstawowej były dwa filtry powietrza z lewej strony

## Budowa i dane techniczne
Sieczkarnia ta składała się z maszyny podstawowej (bazy) Z340 oraz przyrządów roboczych, z którymi mogła współpracować. Były to: przyrząd do zbioru zielonek niskich Z341, przyrząd podbierający Z342, przyrząd bezrzędowy do zbioru zielonek wysokich Z343, przyrząd trzyrzędowy do zbioru zielonek wysokich Z344 oraz ośmiobębnowy przyrząd rotacyjny Z346.

### Maszyna podstawowa Z340
Była zbudowana z układu napędowo-jezdnego i zespołów: rozdrabniających i przenoszących. Główne wały robocze osadzono na łożyskach tocznych, a przekładnie kół zębatych pracowały w kąpielach olejowych. W maszynie Z340 jako źródło napędu montowano wysokoprężny silnik 6CT107/R1 z turbodoładowaniem o mocy 137 KM. Napęd z silnika był przenoszony na mechanizm jezdny za pomocą pasa klinowego bezpośrednio na przekładnię. Właśnie ta bezstopniowa przekładnia oraz trzybiegowa skrzynia biegów zapewniały duży zakres prędkości. Jazda do przodu mogła odbywać się z szybkością od 1,53 km/h do 20,2 km/h (1 bieg: 1,53–3,64 km/h; 2 bieg: 3,50–8,30 km/h; 3 bieg: 8,50–20,2 km/h), a do tyłu od 3,30 km/h do 7,35 km/h. Urządzenie wspomagające typu Orbitrol wbudowane w układ hydrauliczny, umożliwiało łatwe sterowanie sieczkarnią. Z tyłu maszyny podstawowej znajdował się zaczep automatyczny, dzięki któremu można było ją agregatować z przyczepami. Dobre warunki pracy nawet przy niekorzystnej pogodzie zapewniała umieszczona na pomoście przeszklona kabina z wbudowaną wentylacją. 
Regulacja długości sieczki odbywała się poprzez zmianę prędkości podawania ściętej masy i zmianę liczby noży w bębnie lub wymianę całego bębna sieczkarni. W standardowe wyposażenie Z340 wchodził bęben ośmionożowy. Jego stała prędkość obrotowa wynosiła 1250 obr./min. Bęben ten miał średnicę równą 620 mm i szerokość 500 mm i pozwalał uzyskać teoretyczną długość sieczki 5, 10, 20 lub 40 mm przy ilości noży 2-4-8. Wyposażeniem dodatkowym był bęben szesnastonożowy, który można było zamontować w miejsce ośmionożowego. Jego podstawowe parametry były takie same, pozwalał uzyskać sieczkę długości 2,5, 5, 10 lub 20 mm. Po montażu bębna trzydziestosześcionożowego zalecanego do zbioru kolb kukurydzy, sieczkarnia mogła rozdrabniać materiał na długość nie większą niż 2,5 mm. Oprócz urządzenia rozdrabniającego należało przystosować Z340 do współpracy z rzędową przystawką do zbioru kukurydzy na ziarno. Łatwą wymianę bębna nożowego lub jego szybką naprawę w przypadku awarii zapewniał zblokowany system wychylania zespołu rozdrabniającego oraz bardzo proste jego zamocowanie. Maszyna miała wbudowaną ostrzałkę, przy pomocy której można ostrzyć noże bez ich demontażu w czasie jałowego biegu sieczkarni. Przeciwostrze noży bębna – stalnica jest wykonana ze stalowego pręta kwadratowego, co umożliwiało przestawianie krawędzi o kąt 90 stopni. Ponadto sieczkarnia posiadała mechanizm nawrotowy, który zmieniał kierunek obrotów walców zgniatających co umożliwiało wycofanie nagromadzonej masy w przypadku zapchania. Pocięta masa wędrowała dalej do kanału wyrzutowego. Za jego pośrednictwem sieczka trafiała na przyczepy objętościowe zaczepiane z tyłu lub jadące obok sieczkarni. Kierunek wyrzutu masy był regulowany co umożliwiało ich równomiernie napełnianie. Obrót kanału w płaszczyźnie poziomej odbywał się hydraulicznie, a regulacja w płaszczyźnie pionowej mechanicznie poprzez zmianę ustawienia klapki sterującej strumieniem masy. Długość wyrzutu sieczki ze słomy szacowano na 8 metrów, z siana na około 12 metrów. Wysokość ścinania roślin regulowano hydraulicznie. 
Aby odciążyć zawieszenie mocowania przyrządów, maszyna podstawowa Z340 miała wbudowane sprężyny amortyzujące. Napięcie instalacji elektrycznej wynosiło 24 V. Sieczkarnia była osadzona na dwuosiowym podwoziu. Przednia oś napędowa miała ogumienie o wymiarach 16.9-14x28, tylna skrętna 10x15. Maszyna może poruszać się po drogach publicznych, gdyż jej wyposażenie elektryczne i gabaryty odpowiadają przepisom ruchu drogowego. Przepustowość sieczkarni Z340 mogła przekraczać 60 t/h.
Dane techniczne maszyny podstawowej Z340:
- Wymiary:
  - długość 4700 mm
  - szerokość 2700 mm
  - wysokość 3800 mm

- Masa 5530 kg

### Przyrząd do zbioru zielonek niskich Z341

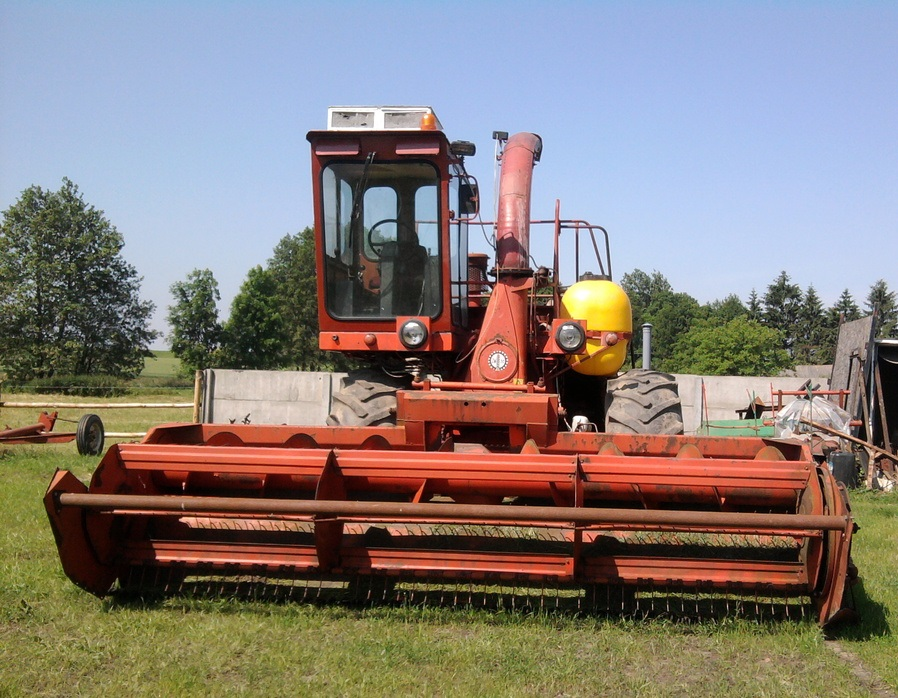
Szerokość robocza przyrządu Z341 wynosiła 4,2 m

Był przeznaczony do zbioru roślin niskich przeznaczonych na paszę, których wysokość nie przekraczała 2 metrów. Takie rośliny to np. lucerna, koniczyna, trawy łąkowe, mieszanki zbożowe czy też młoda kukurydza lub młody słonecznik. Przyrząd powinien pracować z sieczkarniami samojezdnymi Z340 lub Z350. Zdemontowany zespół Z341 umieszczony na wózku transportowym mógł być zaczepiany z tyłu maszyny podstawowej lub za ciągnikiem rolniczym. Adapter składał się z nagarniacza, przenośnika ślimakowego i zespołu tnącego. W przyrządzie zastosowano palcowy mechanizm normalnego cięcia o skoku listwy nożowej 76,2 mm. Zbiór czystego materiału z wszelkich upraw mógł się odbywać z prędkością do 8 km/h, czyli ponad 2 m/s. Dzięki możliwości sterowania sprężystymi palcami nagarniacza zbiór roślin wyległych był także wykonalny. Napęd z maszyny podstawowej na przyrząd Z341 był przekazywany za pomocą wału przegubowego. Montaż zespołu na maszynie podstawowej szacowano na 20 minut. Wysokość koszenia reguluje się hydraulicznie przy pomocy mechanizmu wydźwigowego, jej minimalna wysokość była równa 40 mm. Wydajność przyrządu Z341 sięgała 2 ha/h.
Dane techniczne przyrządu do zielonek niskich Z341:
- Wymiary:
  - długość: 2010 mm
  - szerokość:4710 mm
  - wysokość: 1320 mm
- Masa: 1170 kg
- Szerokość robocza: 4200 mm

### Przyrząd podbierający Z342

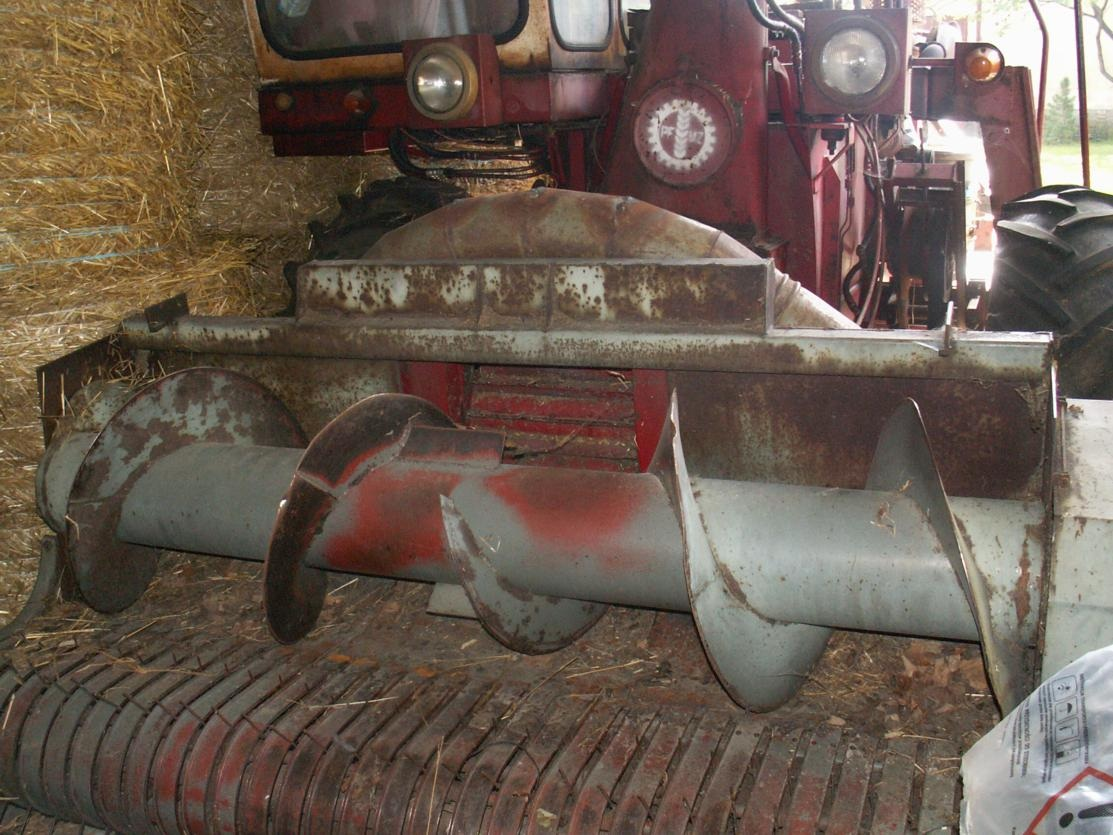
Orkan Z340 z przyrządem Z342

Służył do zbioru z pokosów lub wałów podsuszonych zielonek, siana lub słomy po kombajnie zbożowym. Zespół Z342 mógł współpracować z sieczkarniami Z340 lub Z350. Przyrząd był zbudowany z podbieracza o czterech belkach palcowych składających się z podwójnych palców, po 15 par na każdej belce. Położenie palców regulowano krzywką. Materiał jest podawany do sieczkarni przez zwężający przenośnik ślimakowy, zaopatrzony w łopatki wygarniające. Przyrząd uzyskuje napęd od maszyny podstawowej za pośrednictwem wału przegubowego. Prędkość jazdy podczas pracy z przyrządem podbierającym dochodziła do 8 km/h. Czas montażu zespołu na maszynie to w przybliżeniu 20 minut. Wydajność przyrządu podbierającego Z342 sięgała 55 t/h.
Dane techniczne przyrządu podbierającego Z342:
- Wymiary:
  - długość: 1600 mm
  - szerokość: 2460 mm
  - wysokość: 1230 mm
- Masa: 490 kg
- Szerokość robocza: 2200 mm

### Przyrząd bezrzędowy do zbioru zielonek wysokich Z343

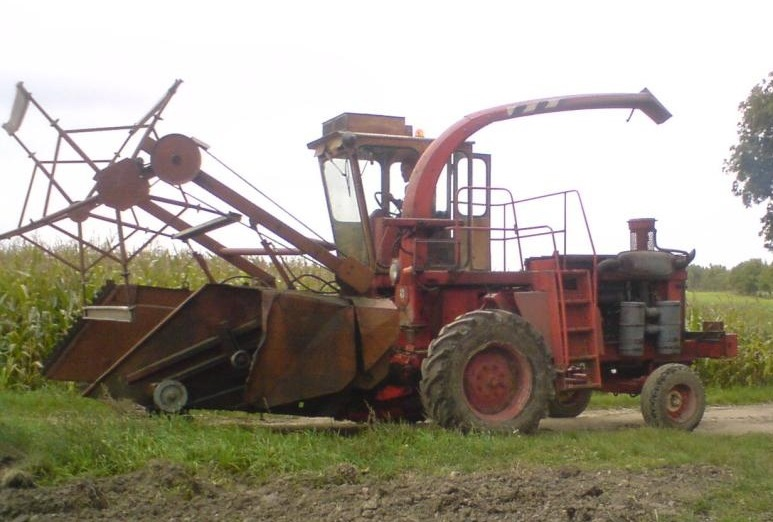
Sieczkarnia Orkan Z340 podczas koszenia kukurydzy z przyrządem Z343

Wykorzystywany głównie do zbioru kukurydzy, nadawał się również do koszenia słonecznika i innych wysokich roślin paszowych np. sorga. Mógł współpracować nie tylko z sieczkarniami Z340 i Z350, ale również z sieczkarnią Z320 (aby było to możliwe należało przemontować ramkę zawieszania oraz transporter). Dzięki szczelnemu mechanizmowi tnącemu przyrząd Z343 pozwalał kosić zachwaszczone uprawy, a także rośliny nie siane w regularnych rzędach np. po siewie rzutowym. Zastosowanie sprzęgieł przeciążeniowych w napędzie przenośnika łańcuchowego i podajnika ślimakowego oraz pasowego napędu nagarniacza zapobiegały poważnym uszkodzeniom tych mechanizmów na skutek przeciążenia. Zespół był wyposażony w pionowy, tnący rozdzielacz łanu zmniejszający straty oraz hydraulicznie unoszony nagarniacz. Napęd był przekazywany na przyrząd przy pomocy wału przegubowego z maszyny podstawowej. Za bezstopniową regulacje wysokości koszenia odpowiadał układ wydźwigowy bazy. Minimalna wysokość koszenia to 15 cm a maksymalna prędkość jazdy podczas pracy to 8 km/h. Zamontowanie zespołu zajmowało 20 minut. Wydajność bezrzędowego przyrządu do zbioru zielonek wysokich Z343 wynosiła 1 ha/h.
Dane techniczne bezrzędowego przyrządu do zielonek wysokich:
- Wymiary:
  - długość: 2800 mm
  - szerokość: 2900 mm
  - wysokość: 2600 mm
- Masa: 1220 kg
- Szerokość robocza: 2400 mm

### Przyrząd trzyrzędowy do zbioru zielonek wysokich Z344

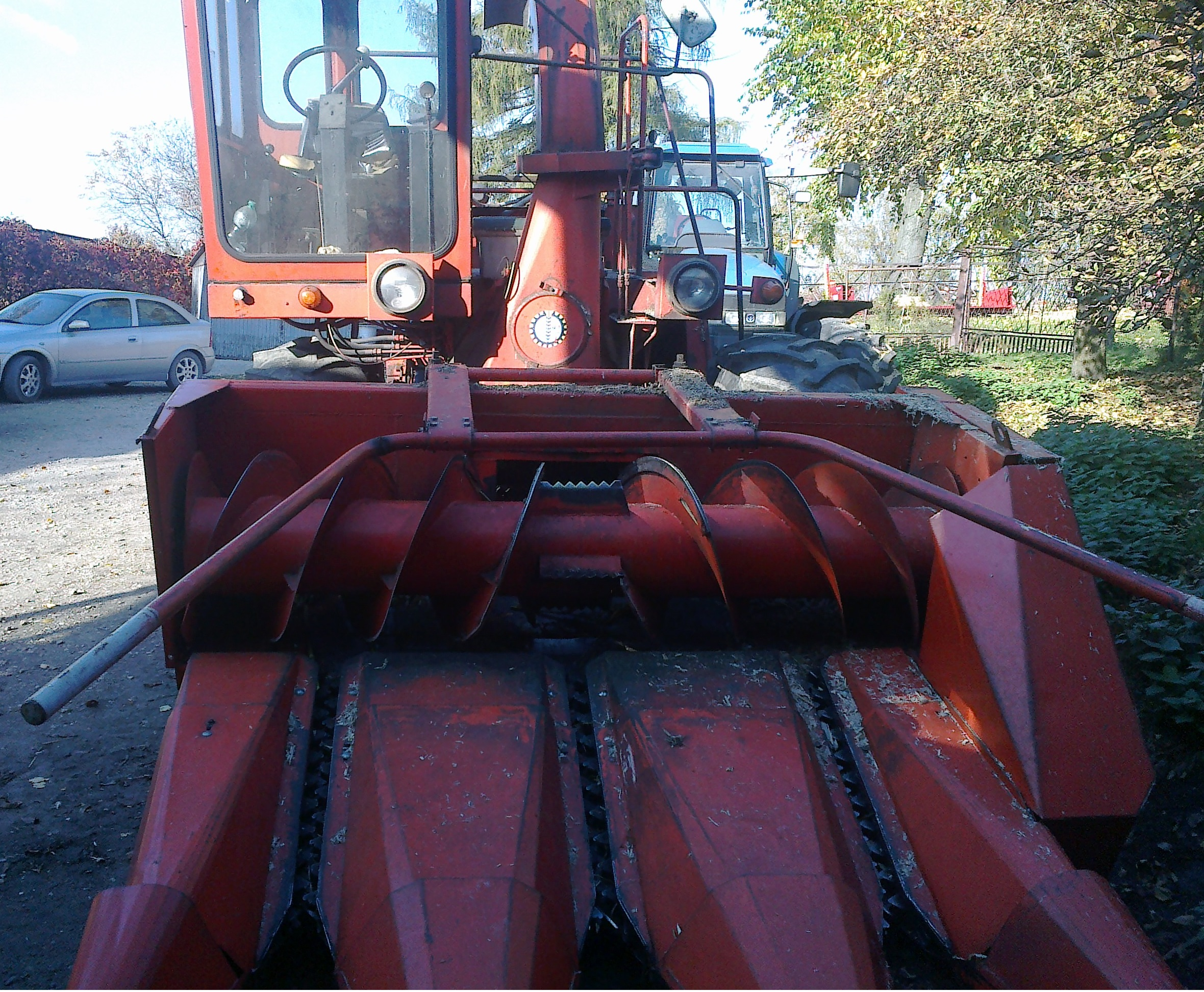
Przyrząd Z344 mógł zbierać trzy rzędy roślin sianych w rozstawie 75 cm

Jego wprowadzenie do masowej produkcji uważano za wielki sukces. Miał zwiększyć atrakcyjność polskich sieczkarni samojezdnych Z340 i Z350, z którymi mógł współpracować. Jego konstrukcja ograniczała straty kolb kukurydzy i zapewniała czysty zbiór. Wpływało to zarówno na polepszenie jakości zbieranego plonu, jak i na jego powiększenie. Przyrząd Z344 był przeznaczony zbioru roślin wysokich przeznaczanych na paszę. Mogła to być cała, rosnąca jeszcze kukurydza, jak i taka po zbiorze kolb, która jest z reguły połamana i wyległa. Oczywistym faktem jest to, że można wykorzystywać adapter do koszenia innych wysokich roślin: słonecznika czy sorga. Warunkiem równoczesnego zbioru trzech rzędów była uprawa roślin w rozstawie 75 cm. Adapter był zbudowany z trzech przenośników łańcuchowych mocowanych do kadłuba. Przenoszą one ścięte już rośliny w kierunku podajnika ślimakowego. Ich wciąganie przez ten ślimak ułatwia nachylacz. Rośliny są ścinane nożykami, które umieszczone są w przedniej części przenośników łańcuchowych. Na każdy z nich przypada jeden nożyk. Nożyki te są mocowane do listwy wykonującej ruch posuwisto-zwrotny. Przed łańcuchami przenośnika znajdują się rozdzielacze kopiujące powierzchnie pola. Minimalna wysokość koszenia to 12 cm a maksymalna prędkość koszenia 8 km/h. Napęd na przyrząd był przekazywany od maszyny podstawowej wałem przegubowym. Czas montażu adaptera na bazie to 20 minut. Wydajność trzyrzędowego przyrządu do zbioru zielonek wysokich Z344 wynosiła 1 ha/h.
Dane techniczne rzędowego przyrządu do zielonek wysokich:
- Wymiary:
  - długość: 2970 mm
  - szerokość: 2680 mm
  - wysokość: 1320 mm
- Masa: 1020 kg
- Szerokość robocza: 2250 mm (3 rzędy w rozstawie po 75 cm)

### Przyrząd rotacyjny ośmiobębnowy Z346
Służył do koszenia niskich roślin paszowych: traw, lucerny, roślin strączkowych, mieszanek zbożowych itp. Przyrząd mógł współpracować z sieczkarniami samojezdnymi Z340 lub Z350. Aby było to możliwe, należało wymontować z maszyny podstawowej zespół rozdrabniający – sieczkarnię, a następnie w jego miejsce zamontować ramę zawieszania kosiarki, dopiero potem sam przyrząd Z346. Maszyna była zbudowana z belki nośnej, na której za pomocą układu dźwigowo-sprężynowego zamocowane były dwie niezależne od siebie belki. Każda belka posiada cztery bębny tnące, na obwodzie każdej z czterech tarcz przymocowano po dwa noże tnące. Z racji dużej szerokości do transportu przyrządu Z346 po zdjęciu go z maszyny podstawowej służył dwuczęściowy wózek. Skoszone już rośliny układane są na polu w dwa luźne pokosy o szerokości zbliżonej do 200 cm. Wysokość koszenia to 32 mm, maksymalna prędkość robocza wynosiła 12 km/h. Napęd z bazy przenoszony był kołem pasowym, a dalej wałami przegubowymi. Czas przystosowania maszyny podstawowej Z340 lub Z350 do pracy z zespołem szacowano na 8 godzin. Sieczkarnia samojezdna stawała się samojezdną kosiarką pokosową. Wydajność przyrządu rotacyjnego ośmiobębnowego Z346 dochodziła do 6 ha/h.
Dane techniczne przyrządu rotacyjnego Z346:
- Wymiary:
  - długość: 2050 mm
  - szerokość: 5650 mm
  - wysokość: 1300 mm
- Masa: 2000 kg (2200 kg z wózkiem transportowym)
- Szerokość robocza: 5300 mm.